# Гашперди
Гашперди (груз. გაშფერდი) — село в Грузии, на территории Хобского муниципалитета края (мхаре) Самегрело-Верхняя Сванетия.

## География
Село находится в западной части Грузии, в междуречье Хобисцкали и Чанисцкали, на расстоянии приблизительно 16 километров (по прямой) к северо-востоку от города Хоби, административного центра муниципалитета. Абсолютная высота — 101 метр над уровнем моря.

## Население
По результатам официальной переписи населения 2014 года, в Гашперди проживало 622 человека (309 мужчин и 313 женщин). В национальной структуре населения грузины составляли 99,8 %.
| Год  | Население, человек |
| ---- | ------------------ |
| 2002 | 733                |
| 2014 | ↘ 622              |